# (13208) Fraschetti
(13208) Fraschetti est un astéroïde de la ceinture principale.

## Description
(13208) Fraschetti est un astéroïde de la ceinture principale. Il fut découvert le 5 avril 1997 à Haleakala par le programme NEAT. Il présente une orbite caractérisée par un demi-grand axe de 2,46 UA, une excentricité de 0,20 et une inclinaison de 4,5° par rapport à l'écliptique.

## Compléments